# ليليمار هيرنانديز
ليليمار هرنانديز (بالإسبانية: Lilimar Hernandez)‏ وتعرف إختصاراً باسم ليليمار هي ممثلة ومؤدية صوت أمريكية فنزويلية ولدت في يوم 2 يونيو 2000 في جزيرة مارغريتا في فنزويلا لعائلة كوبية الأصل. بعمر السادسة هاجرت إلى الولايات المتحدة وعاشت في لوس أنجلوس برفقة والدتها وجدتها. في سنة 2013 بدأت التمثيل في سنة 2013 مثلت في مسلسل روزاريو في سنة 2013 ومسلسل مدرسة الروك في سنة 2018.